# Campeonato de Australia 1940
Lista de los campeones del Abierto de Australia de 1940:

## Individual masculino
Adrian Quist (AUS) d. Jack Crawford (AUS),  6–3, 6–1, 6–2

## Individual femenino
Nancye Wynne (AUS) d. Thelma Coyne (AUS), 5–7, 6–4, 6–0

## Dobles masculino
John Bromwich/Adrian Quist (AUS)

## Dobles femenino
Thelma Coyne Long (AUS)/Nancye Wynne Bolton  (AUS)

## Dobles mixto
Nancye Wynne Bolton (AUS)/Colin Long (AUS)
| Predecesor: 1939                                       | Abierto de Australia 1940 | Sucesor: 1946                                       |
| Predecesor: Campeonato nacional de Estados Unidos 1939 | Grand Slam 1940           | Sucesor: Campeonato nacional de Estados Unidos 1940 |

- Datos: Q2715050